# Wielkoryta
Wielkoryta (biał. Велікарыта, Wielikaryta; ros. Великорита, Wielikorita) – agromiasteczko na Białorusi, w obwodzie brzeskim, w rejonie małoryckim, w sielsowiecie Wielkoryta, nad Rytą i przy drodze republikańskiej R17.
Siedziba parafii prawosławnej; znajduje się tu cerkiew pw. św. Proroka Eliasza.

## Historia
Wieś Wielka Ryta ekonomii brzeskiej w drugiej połowie XVII wieku. 
W XIX i w początkach XX w. położona była w Rosji, w guberni grodzieńskiej, w powiecie brzeskim. Była wówczas siedzibą gminy (wołości) Wielkoryta.
W dwudziestoleciu międzywojennym leżała w Polsce, w województwie poleskim, w powiecie brzeskim, w gminie Wielkoryta. Po II wojnie światowej w granicach Związku Sowieckiego. Od 1991 w niepodległej Białorusi.
W 1943 radzieccy partyzanci torturowali i zamordowali właściciela dworu, który udzielał pomocy materialnej miejscowej ludności i partyzantom, a także spalili dwór.
Urodził tu się senator RP Janusz Bielawski.

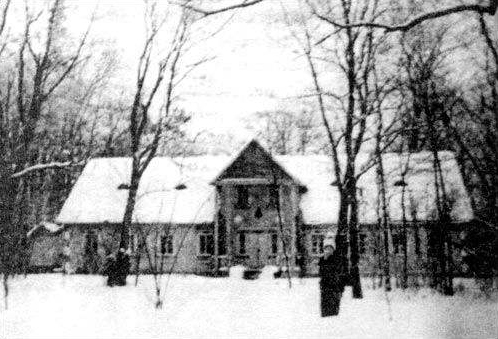
Dwór Leszczyńskich przed 1939
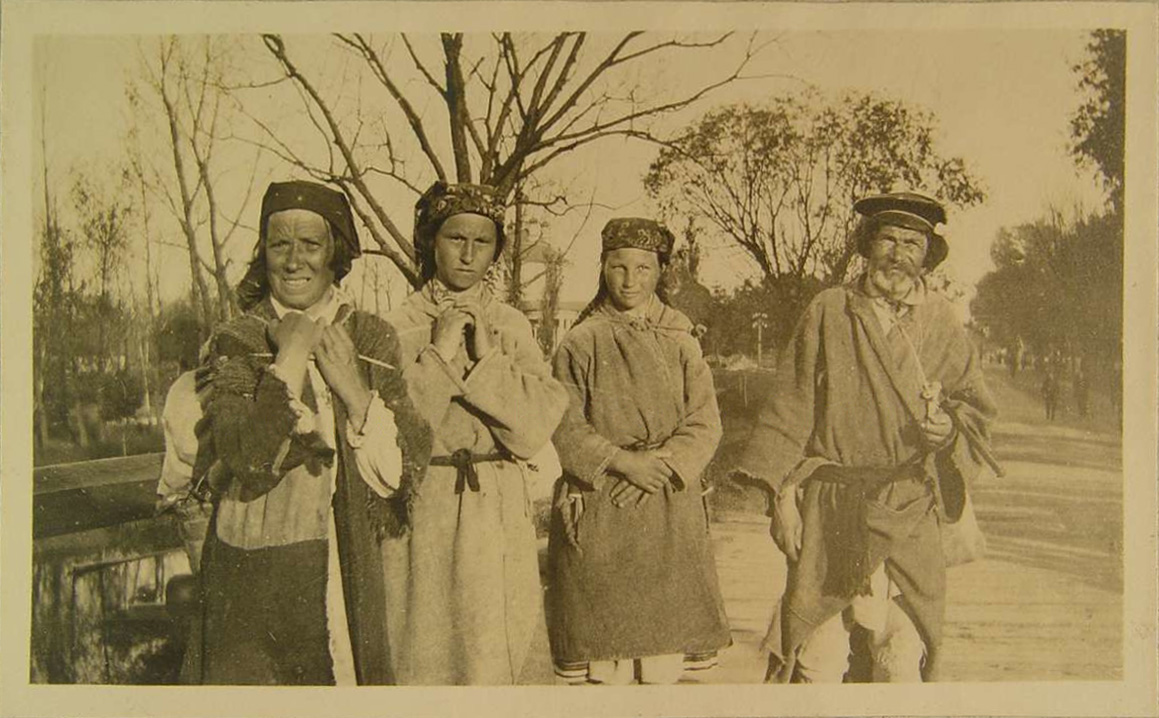
Mieszkańcy Wielkoryty w okresie I wojny światowej